# Хольм, Пёль Арни
Пёль Арни Хольм (фар. Pól Arni Holm; род. 31 декабря 1969, Твёройри, Сувурой) — фарерский певец, бывший солист фолк-метал-группы Týr. С 2015 года является вокалистом группы Hamradun.

## Музыкальная карьера
Пёль Арни Хольм был вокалистом группы Týr с 1998 года по 2002. После того, как он в составе Týr исполнил фарерскую балладу «Ormurin Langi» (после чего та стала хитом в Исландии), Хольм прославился. В 2002 году Пол снялся в клипе на песню «Hail to the Hammer», которая была перезаписана в 2008 году. В 2002 году Хольм вышел из группы, и стал сольным исполнителем. В его репертуар вошли многие фарерские баллады.
После ухода Хольма из Týr солистом коллектива стал Аллан Стреймой, который покинул её в 2002 году. Тогда гитарист Хери Йонсен, окончив академию стал вокалистом группы.
В 2015 году Пёль Арни стал основателем фолк-рок-группы Hamradun. Группа выпустила свой дебютный альбом 23 октября 2015 года.

## Дискография
- Hamradun (2015)
- Hetjuslóð (2019)